# Мота Сан Фермо (Кремона)
Мота Сан Фермо је насеље у Италији у округу Кремона, региону Ломбардија.
Према процени из 2011. у насељу је живело 60 становника. Насеље се налази на надморској висини од 22 м.